# Terma (Grecia)

Mapa de la Antigua Macedonia con la ubicación de Terma, junto a Tesalónica.

Terma (en griego antiguo: Θέρμη) fue una antigua ciudad griega. Es la posterior Tesalónica, una localidad bajo control macedonio situada en la costa nororiental del Golfo Termaico (o Termeo, como lo llama Heródoto), entre la Calcídica al este, y el Reino de Macedonia al oeste. Este golfo ha sido en parte colmatado por los aluviones depositados por el río Axio. Su nombre significaba "fiebres" debido a lo insalubre del lugar.
Distaba uno 40 km de la ciudad de Pela, que se encontraba al noroeste de Terma. El río Equidoro desembocaba a unos 10 km al oeste de Terma, en la marisma próxima al río Axio.

## Historia
En el curso de la invasión de Grecia por el rey aqueménida, Jerjes I, tras atravesar Tracia y ocupar y reclutar tropas y naves en las ciudades de la Calcídica, arribó con sus naves a Terma -el objetivo de su singladura- y a las ciudades de Sindo y Calestra. Mientras la flota persa estaba anclada en las inmediaciones del río Axio, de la ciudad de Terma y de las localidades situadas entre ambos, Jerjes avanzaba con su ejército de tierra, pero para ello debió abandonar, a la altura de Argilo, la ruta que conducía, a través de la Calcídica, de Eyón a Terma (la posterior Vía Egnatia). Después, desde la ciudad de Acanto, donde se detuvo a inspeccionar el canal del Athos, volvió a dicha ruta y atravesó la Calcídica de este a oeste.

Cuando Jerjes llegó a Terma, ordenó a su ejército que acampase allí, y sus tropas ocuparon toda la región costera que se extendía, desde Terma y la Migdonia, hasta los ríos Lidias y Haliacmón. Dice Heródoto que de todos los ríos de la zona el único que no bastó para satisfacer las necesidades de las tropas persas, fue el Equidoro y se secó.
Desde Terma, Jerjes divisó los montes de Tesalia, el Olimpo y el Osa, y oyó decir que entre las montañas había un estrecho desfiladero por donde corría el río Peneo, y que atravesándolo se accedía a Tesalia. Pero en vez de seguir su avance por la ruta montañosa que cruzaba la Alta Macedonia (Macedónide), dejó en Terma a la infantería, zarpó con una nave sidonia y con el resto de la flota se dirigió a la desembocadura del Peneo y se planteó desviar su curso.
Después de que los tesalios se rindieran a los persas debido a que los griegos se vieron obligados a abandonar la defensa del valle del Tempe, Jerjes mandó virar a sus naves rumbo a Terma.
Unos 50 años después (432 a. C.), el general ateniense Calias y otros cuatro estrategos (generales), emprendieron una expedición para sofocar la sublevación de la ciudad de Potidea, que había hecho defección de la Liga de Delos. Las tropas atenienses al llegar a Macedonia, recibieron la noticia de que el ejército ateniense de 1000 hombres que les habían precedido acababa de tomar Terma y estaba sitiando Pidna.

Aunque Terma y Pidna eran ciudades griegas estaban sometidas a la autoridad del rey Pérdicas II de Macedonia. Las tropas atenienses tras acampar frente a Terma e intervenir en el asedio de Pidna, concertaron un acuerdo con Pérdicas, ya que se les necesitaba urgentemente en Potidea, y se retiraron. 
Al año siguiente, Sádoco, hijo y sucesor del rey de los tracios odrisios, Sitalces, reconcilió a Pérdicas con los atenienses, y los persuadió a devolverle Terma.
Terma no vuelve a ser mencionada en las fuentes. En 315 a. C., el rey macedonio Casandro fundó la ciudad de Tesalónica, a partir del sinecismo de varias ciudades de los alrededores de Terma, y la historiografía apunta la posibilidad de que Tesalónica se levantara en el emplazamiento de Terma.
En cuanto a los restos de la ciudad, en el Museo Arqueológico de Tesalónica se conservan fragmentos de un templo jónico (c. 500 a. C.), posiblemente de Terma.